# Søren Reinholt Hansen
Søren Reinholt Hansen (født 9. december 1979) er en dansk håndboldspiller, der spiller for Team Tvis Holstebro i Håndboldligaen. Han har tidligere spillet hos ligarivalerne TMS Ringsted.

## Eksterne links
- Spillerinfo (Webside ikke længere tilgængelig)